# Netphen

Netphen est une ville de Rhénanie-du-Nord-Westphalie (Allemagne), située dans l'arrondissement de Siegen-Wittgenstein, dans le district d'Arnsberg, dans le Landschaftsverband de Westphalie-Lippe.

## Histoire
| Appartenances historiques Comté de Nassau 1125-1303 Nassau-Siegen 1303-1328 Comté de Nassau-Dillenbourg 1328-1606 Nassau-Siegen 1606-1743 Principauté d'Orange-Nassau 1743-1806 Grand-duché de Berg 1806-1813 Principauté d'Orange-Nassau 1813-1815 Royaume de Prusse (Province de Westphalie) 1815-1918 République de Weimar 1918-1933 Reich allemand 1933-1945 Allemagne occupée 1945-1949 Allemagne 1949-présent |